# اکماسیسی
اکماسیسی (به لاتین: Akmačići) یک منطقهٔ مسکونی در صربستان است که در Zlatibor District واقع شده‌است.

## خصوصیات
اکماسیسی ۴۲۰ نفر جمعیت دارد.